# Приданниково
Прида́нниково (рос. Приданниково) — село у складі Красноуфімського міського округу (Натальїнськ) Свердловської області.
Населення — 2080 осіб (2010, 2180 у 2002).
Національний склад станом на 2002 рік: росіяни — 90 %.